# Camí vell de Mur
El Camí vell de Mur és un camí del terme de Castell de Mur, Pallars Jussà, dins de l'antic terme de Guàrdia de Tremp, en territori de la vila de Guàrdia de Noguera.
Arrenca del Camí dels Seixos, 350 metres al nord-oest de Guàrdia de Noguera, des d'on s'adreça al nord-oest, passa pel sud-oest dels Seixos, arriba a les Roureres de Roca, al sud-oest de les Ribes, lloc on es perd.

## Etimologia
Pren el nom del fet que el camí menava a Mur.